# 普羅斯佩特 (喬治亞州)
普羅斯佩特（英語：Prospect）是位於美國喬治亞州傑斯帕縣的一個非建制地區。該地的面積和人口皆未知。

## 地理
普羅斯佩特的座標為33°24′32″N 83°45′40″W / 33.40889°N 83.76111°W，而該地的平均海拔高度為224米（即735英尺）。